# Macédonius, Théodule et Tacien
Macédonius, Théodule et Tacien sont trois chrétiens de Méros en Phrygie, morts martyrs sous Julien l'apostat, en 362.
Ils sont considérés comme Saints et martyrs par les Églises catholique et orthodoxe. Leur mémoire est célébrée le 19 juillet ou le 12 septembre.

## Biographie
Macédonius, Théodule et Tacien sont trois chrétiens du IVe siècle, vivant dans la ville de Méros en Phrygie (aujourd'hui en Turquie). Le retour au pouvoir de l'empereur romain Julien marque pour l'empire le retour au culte du paganisme. Le gouverneur de la région, Amachius, fait ré-ouvrir un temple dédié aux idoles. Les trois amis pénètrent de nuit dans le temple et détruisent les idoles. À la suite de cela, le gouverneur fait arrêter tous les chrétiens de la ville. Les trois complices décident de se dénoncer aux autorités pour faire libérer les innocents. Le gouverneur propose aux coupables de renoncer à leur foi chrétienne et de « sacrifier aux idoles » pour avoir la vie sauve. Comme ils refusent, ils sont condamnés à être brûlés vifs sur une grille (comme le fut Laurent de Rome deux siècles plus tôt). La légende rapporte que les trois hommes, sur le lieu du supplice ont bravé leur bourreau (comme Laurent avant eux), lui disant : « Tu peux, Amachius, goûter si nous sommes cuits comme il faut et, si tu trouves que nous ne le soyons pas assez à ton goût, nous faire retourner de l'autre côté »,,.
Le récit de leur martyr est rapporté par deux historiens de l'antiquité : Socrate le Scolastique et Sozomène, tous deux vivant durant la première moitié du Ve siècle. 
Ils sont considérés comme martyrs et saints tant par l'Église catholique que par l'Église orthodoxe. Leur mémoire est célébrée le 19 juillet dans l'Église catholique et le 12 et 13 septembre dans l'Église orthodoxe.